# Guerra dos Nez-Percés
A Guerra dos Nez-Percés (em inglês:  Nez Perce War) foi um conflito armado em 1877 no Oeste dos Estados Unidos que opôs vários bandos da tribo nez-percé de nativos americanos e seus aliados, um pequeno bando da tribo Palosa liderado por Eco Vermelho (Hahtalekin) e Cabeça Careca (Husishusis Kute), contra o Exército dos Estados Unidos. Lutado entre junho e outubro, o conflito surgiu da recusa de vários bandos nez-percés, apelidadas de "índios sem tratado" (em inglês:  non-treaty Indians), de abandonar suas terras ancestrais no noroeste do Pacífico e se mudar para uma reserva indígena no Território de Idaho. Esta remoção forçada foi em violação ao Tratado de Walla Walla de 1855, que concedeu à tribo 7,5 milhões de acres de suas terras ancestrais e o direito de caçar e pescar em terras cedidas ao governo dos EUA.
Após os primeiros confrontos armados em junho, os nez-percés embarcaram em uma caminhada difícil para o norte inicialmente para buscar ajuda com a tribo crow. Após a recusa dos Crows de ajudar, eles procuraram refúgio com os lakotas liderados por Touro Sentado, que fugiram para o Canadá em maio de 1877 para evitar a captura após a Batalha de Little Bighorn de 1876.
Os nez-percés foram perseguidos por elementos do Exército dos EUA com quem travaram uma série de batalhas e escaramuças em uma retirada de combate de 1.900km. A guerra terminou após uma batalha final de cinco dias travada ao lado de Snake Creek na base as Montanhas Bears Paw, em Montana, distando apenas 64km da fronteira Canadá-Estados Unidos. Uma grande maioria dos nez-percés sobreviventes, representados pelo Chefe Joseph, do bando Wallowa, renderam-se aos Brigadeiros Oliver Otis Howard e Nelson A. Miles. Pássaro Branco, do bando Lamátta, conseguiu escapar do Exército após a batalha e fugir com um número indeterminado de seu bando para o acampamento de Touro Sentado no Canadá. Os 418 nez-percés que se renderam, incluindo mulheres e crianças, foram feitos prisioneiros e enviados de trem para Fort Leavenworth, no Kansas.

Embora o chefe Joseph seja o mais conhecido dos líderes nez-percés, ele não era o único líder geral. Os nez-percés foram liderados por uma coalizão de vários líderes dos diferentes bandos que compreendiam os nez-percés "sem tratados", incluindo o Wallowa Ollokot, Pássaro Branco do bando Lamátta, Toohoolhoolzote do bando Pikunin e Telescópio do bando Alpowai. O general de brigada Howard era chefe do Departamento de Colúmbia, do Exército dos EUA, que tinha a tarefa de forçar os nez-percés para dentro da reserva e cuja jurisdição foi estendida pelo general William Tecumseh Sherman para permitir a perseguição de Howard. Foi na rendição final dos nez-percés que o chefe Joseph fez seu famoso discurso "I Will Fight No More Forever" ("Eu não lutarei mais para sempre"), que foi traduzido pelo intérprete Arthur Chapman.
Um editorial do New York Times de 1877 que discutia o conflito afirmou: "Por nossa parte, a guerra foi em sua origem e motivo nada menos do que um erro gigantesco e um crime".

## Antecedentes
Em 1855, no Conselho Walla Walla, os nez-percés foram coagidos pelo governo federal a abandonarem suas terras ancestrais e se mudarem para a Reserva Umatilla, no Território do Oregon, com as tribos walla walla, cayuse, e umatilla. As tribos envolvidas se opuseram tão amargamente aos termos do plano que Isaac I. Stevens, governador e Superintendente de Assuntos Indígenas para o Território de Washington, e Joel Palmer, Superintendente de Assuntos Indígenas para o Território do Oregon, assinaram o Tratado Nez-Percés em 1855. Este concedeu aos nez-percés o direito de permanecerem em grande parte de suas próprias terras nos territórios de Idaho, Washington e Oregon, em troca da renúncia de quase 5,5 milhões de acres de sua terra natal - de aproximadamente 13 milhões de acres - ao governo dos EUA por uma soma nominal; com a ressalva de que poderiam caçar, pescar e pastorear os seus cavalos, etc., em áreas desocupadas de suas antigas terras - os mesmos direitos de uso de terras públicas que cidadãos anglo-americanos dos territórios.

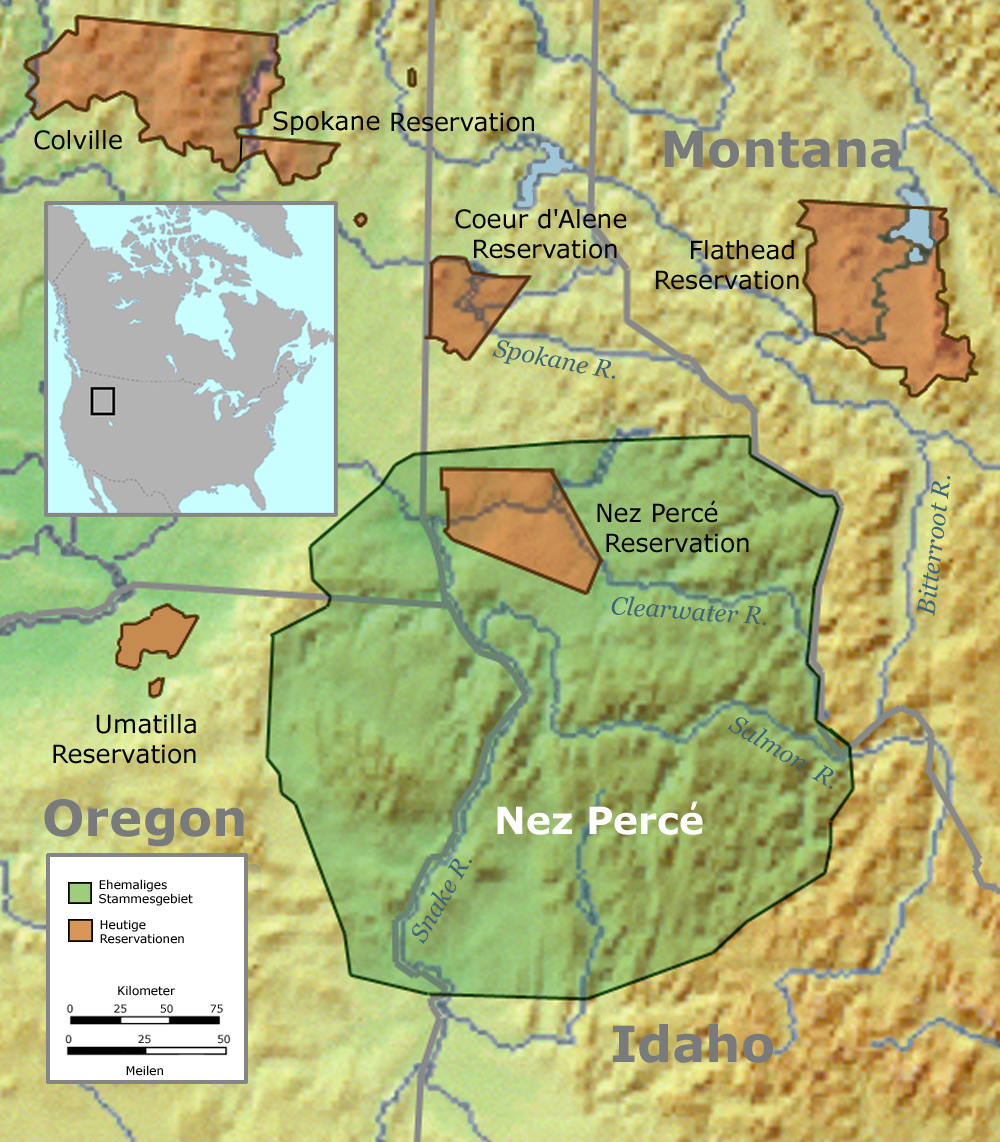
A reserva dos nez-percés em 1855 (verde) e a reserva reduzida de 1863 (marrom)

A Reserva indígena recém-criada dos nez-percés tinha 7,500,000 acre(s)s (0,030 km2) nos territórios de Idaho, Oregon e Washington. Nos termos do Tratado, nenhum colonizador branco era autorizado a entrar na reserva sem a permissão do nez-percés. No entanto, em 1860, o ouro foi descoberto perto da cidade atual de Pierce, e 5.000 caçadores de ouro correram para a reserva, fundando ilegalmente a cidade a jusante de Lewiston como depósito de abastecimento em terras nez-percé. Rancheiros e fazendeiros seguiram os mineiros, e o governo americana não conseguiu manter os colonos fora das terras indígenas. Os nez-percés ficaram indignados com o fracasso do governo em defender os tratados, e com os colonos que invadiram as suas terras e araram as suas pradarias de camas, das quais dependiam para subsistência.
Em 1863, um grupo de nez-percés foi coagido a assinar a perda de 90% de sua reserva para os Estados Unidos, deixando apenas 750 000 acre(s)s (3 000 km2) no território de Idaho. Nos termos do Tratado, todos os nez-percés passariam para a nova e muito menor reserva a leste de Lewiston. Um grande número de nez-percés, no entanto, não aceitou a validade do Tratado, recusou-se a mudar-se para a reserva e permaneceu nas suas terras tradicionais. Os nez-percés que aprovaram o Tratado eram majoritariamente cristãos; os opositores seguiam principalmente a religião tradicional. Os nez-percés "sem tratado" incluía o bando do chefe Joseph, que vivia no vale do rio Wallowa, no nordeste do Óregon. As disputas com agricultores e pecuaristas brancos levaram ao assassinato de vários nez-percés, e os assassinos nunca foram processados.

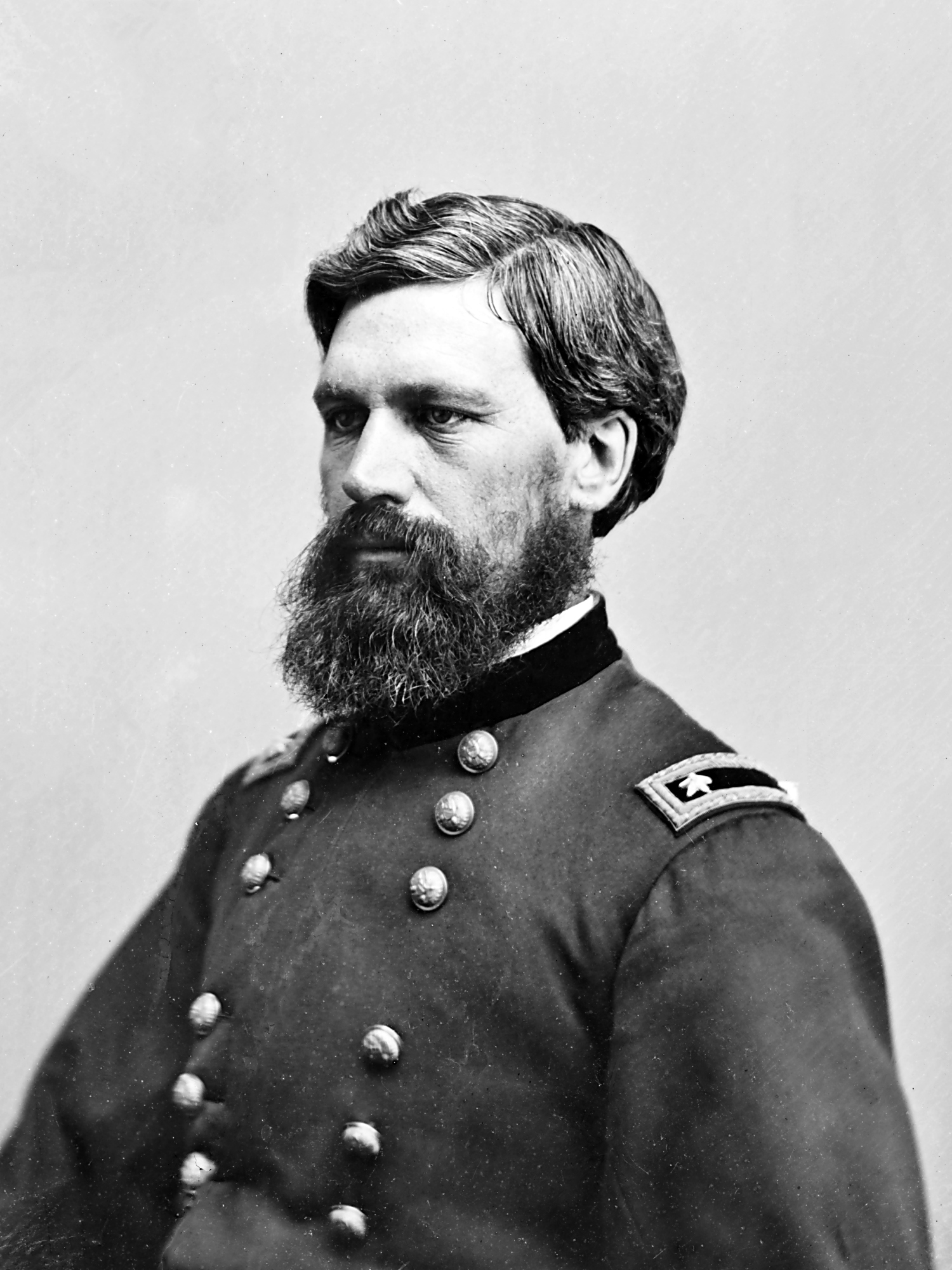
Gal. Oliver Otis Howard em uma fotografia da Guerra Civil.

As tensões entre os nez-percés e os colonos brancos aumentaram em 1876 e 1877. O General Oliver Otis Howard convocou um conselho em maio de 1877 e ordenou que os bandos não-pertencentes ao Tratado passassem para a reserva, estabelecendo um prazo impossível de 30 dias. Howard humilhou os nez-percés ao prender o seu antigo líder, Toohoolhoolzote, que se pronunciou contra a mudança para a reserva. Toohoolhoolzote dividia uma cela com um soldado amável, mas bêbado, o trompetista John Jones. Os dois se davam muito bem, mas Jones se tornou, algumas semanas depois, o primeiro soldado morto na Guerra dos Nez-Percés.
Os outros líderes nez-percés, incluindo o chefe Joseph, consideraram a resistência militar fútil; eles concordaram com a mudança e apresentaram-se como ordenado ao Forte Lapwai, no Território de Idaho. Em 14 de junho de 1877, cerca de 600 nez-percés dos bandos de Joseph e Pássaro Branco haviam se reunido na Pradaria de Camas, há 10km a oeste da cidade atual de Grangeville.
Em 13 de junho, pouco antes do prazo para a remoção da reserva, o bando de Pássaro Branco realizou uma cerimônia tel-lik-leen no campo do lago Tolo, na qual os guerreiros desfilaram a cavalo em um movimento circular ao redor da aldeia, enquanto individualmente se gabavam de suas proezas de batalha e feitos de guerra. De acordo com relatos dos nez-percés, um guerreiro idoso chamado Hahkauts Ilpilp (Urso Pardo Vermelho) desafiou a presença na cerimônia de vários jovens participantes cujas mortes de parentes nas mãos de brancos não foram vingadas. Um deles, chamado Wahlitits (Travessia Costeira), era filho de Manto de Águia, que havia sido morto a tiros por Lawrence Ott três anos antes. Assim humilhado e aparentemente fortificado com licor, Travessia Costeira e dois de seus primos, Sarpsisilpilp (Topo de Mocassim Vermelho) e Wetyemtmas Wahyakt (Colar de Cisne), partiram para os assentamentos do Rio Salmon em uma missão de vingança. Na noite seguinte, 14 de junho de 1877, Colar de Cisne voltou ao lago para anunciar que o trio havia matado quatro homens brancos e ferido outro homem. Inspirados pelo furor da guerra, cerca de dezesseis jovens partiram para se juntar à Travessia Costeira para incursionar nos assentamentos.

Joseph e seu irmão Ollokot estavam longe do campo durante as incursões de 14 e 15 de junho. Quando chegaram ao acampamento no dia seguinte, a maior parte dos nez-percés partiu para um acampamento em White Bird Creek para aguardar a resposta do General Howard. Joseph considerou um apelo pela paz aos brancos, mas percebeu que seria inútil após as incursões. Enquanto isso, Howard mobilizou sua força militar e enviou 130 homens, incluindo 13 batedores nez-percés amigáveis, sob o comando do Capitão David Perry para punir os nez-percés e forçá-los a entrar na reserva. Howard antecipou que seus soldados "vão acabar logo com isso". Os nez-percés derrotaram Perry no Batalha de White Bird Canyon e começaram sua longa fuga para o leste afim de escapar dos soldados americanos.

## Guerra

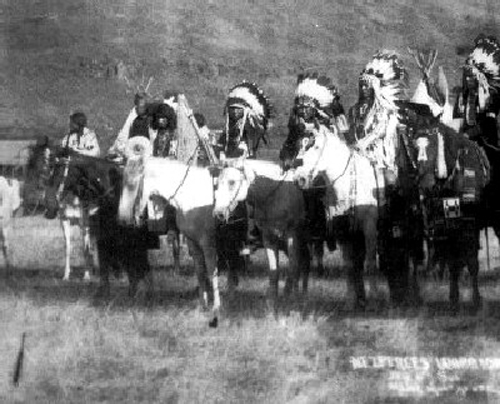
Guerreiros nez-percés

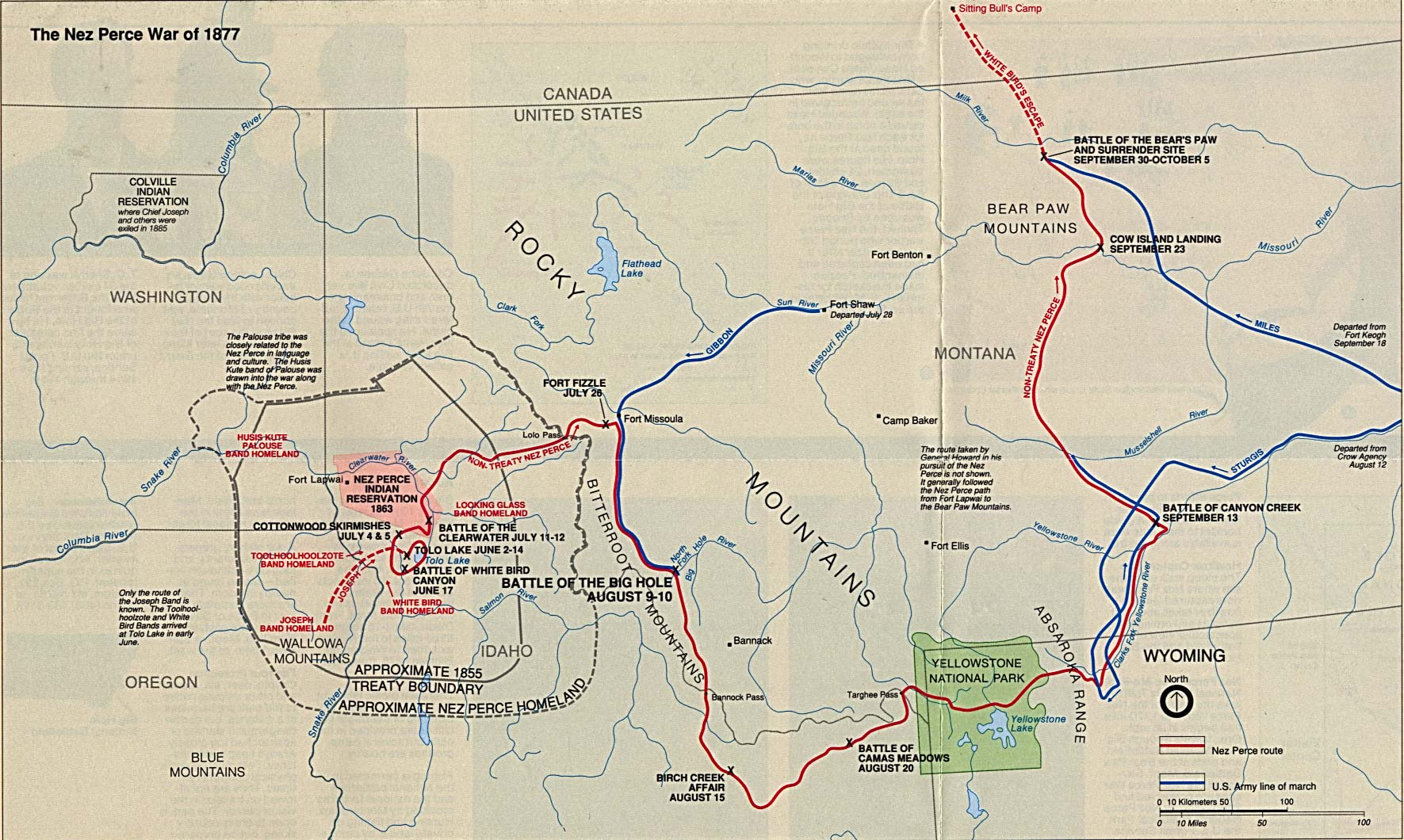
Mapa mostrando a fuga dos nez-percés e os principais locais de batalha

Joseph e Pássaro Branco juntaram-se ao banda de Espelho e, após várias batalhas e escaramuças em Idaho durante o mês seguinte, aproximadamente 250 guerreiros nez-percés e 500 mulheres e crianças, juntamente com mais de 2000 cabeças de cavalos e outros animais, iniciaram uma notável retirada de combate. Atravessaram de Idaho sobre o Passo Lolo no Território de Montana, viajando para sudeste, mergulhando no Parque Nacional Yellowstone e depois de volta para o norte em Montana, aproximadamente 1.900km. Eles tentaram se refugiar com a Nação Crow, mas, rejeitados pelos crows, finalmente decidiram tentar alcançar a segurança no Canadá.
Um pequeno número de combatentes nez-percés, provavelmente menos de 200, derrotou ou reteve forças maiores do Exército dos Estados Unidos em várias batalhas. A mais notável foi a Batalha de Big Hole, de dois, travada no território do sudoeste de Montana. Uma batalha com pesadas baixas de ambos os lados, incluindo muitas mulheres e crianças do lado nez-percé. Até o Grande Buraco (Big Hole), os nez-percés tinham a visão ingênua de que poderiam acabar com a guerra com os Estados Unidos em termos favoráveis, ou pelo menos aceitáveis, para si mesmos. Depois, a guerra "aumentou em ferocidade e ritmo. A partir de então, todos os homens brancos foram obrigados a ser seus inimigos e, no entanto, seu próprio poder de luta foi severamente reduzido."
A guerra chegou ao fim quando os nez-percés parou para acampar e descansar na pradaria adjacente a Snake Creek, no sopé da encosta norte das Montanhas Bears Paw no território de Montana, há apenas 64km a partir da Fronteira Canadá–Estados Unidos.
Eles acreditavam que haviam despistado Howard e seus perseguidores, mas não sabiam que o recém-promovido General-de-Brigada Nelson A. Miles, no comando do recém-criado Distrito de Yellowstone, tinha sido despachado do Acantonamento do Rio Tongue para os encontrar e interceptar. Miles liderou uma força combinada composta por unidades da Quinta Infantaria, Segunda Cavalaria e a Sétima Cavalaria. Acompanhando as tropas estavam batedores índios lakota e cheyenne, muitos dos quais haviam lutado contra o Exército apenas um ano antes, durante a Guerra Sioux.
Eles fizeram um ataque surpresa ao campo dos nez-percés na manhã de 30 de setembro. Após um impasse de três dias, Howard chegou com seu comando, em 3 de outubro, e o impasse foi quebrado. O chefe Joseph rendeu-se em 5 de outubro de 1877, e declarou em seu famoso discurso de rendição que "não lutaria mais para sempre."
No total, os nez-percés engajaram 2.000 soldados americanos de diferentes unidades militares, bem como seus auxiliares índios. Eles lutaram "dezoito combates, incluindo quatro grandes batalhas e pelo menos quatro escaramuças ferozmente contestadas." Muitas pessoas elogiaram os nez-percés pela sua conduta exemplar e capacidade de combate hábil. O jornal de Montana, New North-West, declarou: "Sua forma de guerra desde que entraram em Montana tem sido quase universalmente marcada até agora pelas mais altas características reconhecidas pelas nações civilizadas."

## Rendição

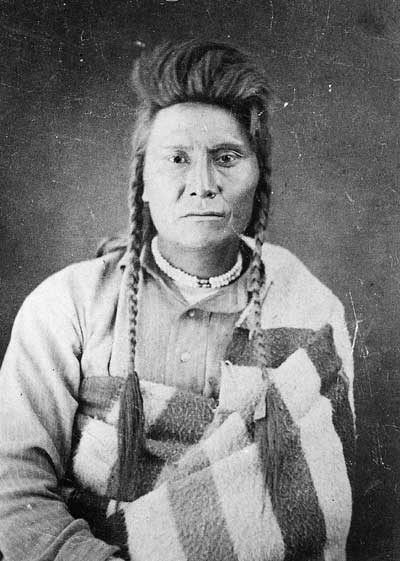
Chefe Joseph, no Acantonamento do Rio Tongue no Território de Montana, tomada por John H. Fouch em 23 de outubro de 1877, no mesmo dia em que os prisioneiros nez-percés chegaram, três semanas após a rendição.

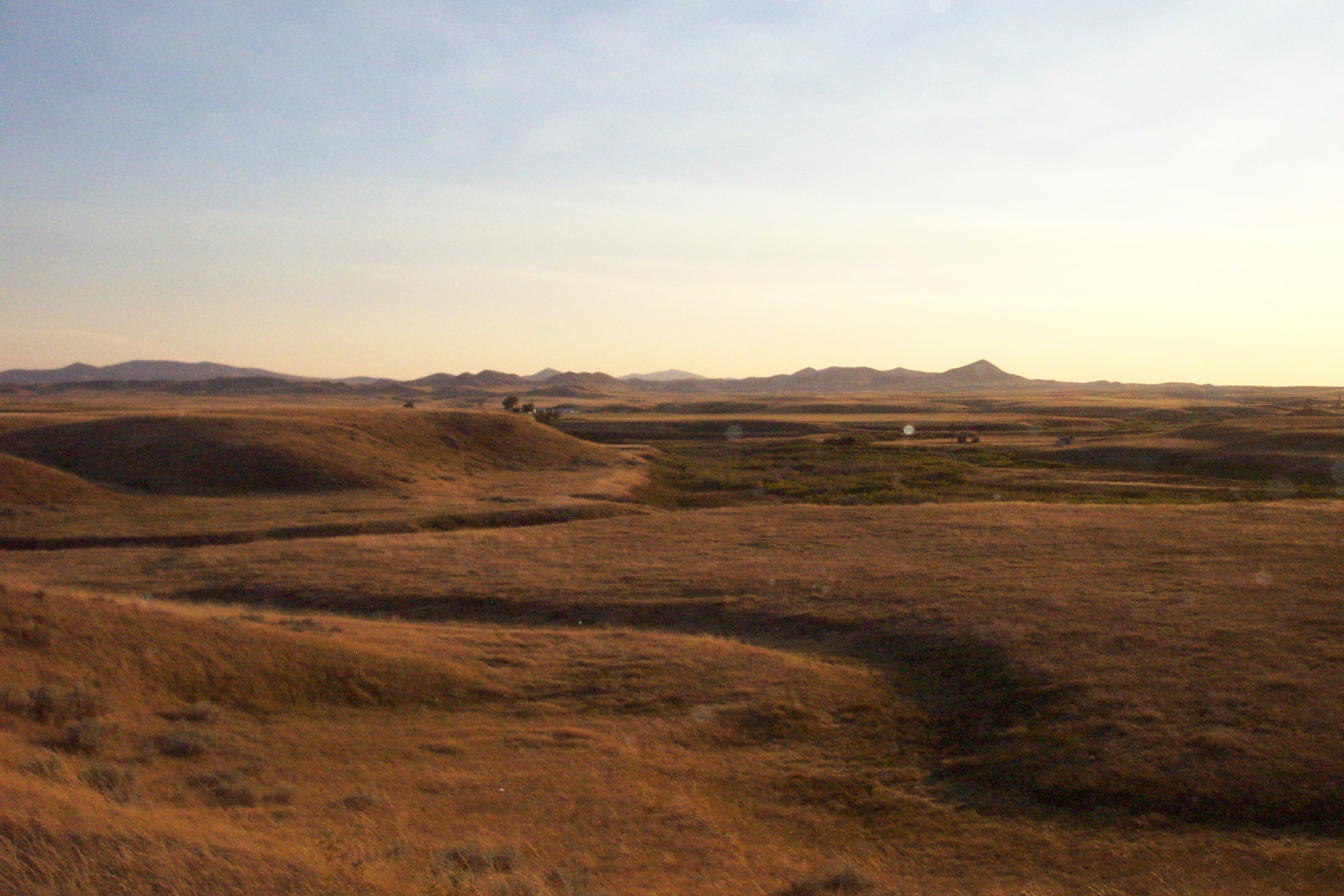
O Campo de Batalha de Bear Paw, onde a última batalha da Guerra dos Nez-Percés foi travada e o chefe Joseph fez seu discurso de rendição

No momento em que o chefe Joseph se rendeu formalmente, em 5 de outubro de 1877, às 14:20h. Os americanos europeus o descreveram como o principal chefe dos nez-percés e o estrategista por trás da habilidosa retirada de combate dos nez-percés. A imprensa americana referiu-se a ele como "O Napoleão Vermelho" pelas proezas militares atribuídas a ele, mas os bandos nez-percés envolvidos na guerra não o consideravam um chefe de guerra. O irmão mais novo de Joseph, Ollokot; Poker Joe e Espelho, do bando Alpowai estavam entre aqueles que formularam a estratégia e as táticas de combate e lideraram os guerreiros em batalha, enquanto Joseph era responsável pela guarda do acampamento.

O chefe Joseph ficou imortalizado pelo seu famoso discurso:
Estou cansado de lutar. Os nossos chefes são mortos. Espelho está morto. Toohoolhoolzoote está morto. Os velhos estão todos mortos. São os jovens que dizem "sim" ou "não". Aquele que liderou os jovens [Ollokot] está morto. Está frio e não temos cobertores. As crianças estão morrendo de frio. O meu povo, alguns deles, fugiu para as colinas, e não tem cobertores, nem comida. Ninguém sabe onde estão – talvez congelando até a morte. Quero ter tempo para procurar os meus filhos e ver quantos deles consigo encontrar. Talvez os encontre entre os mortos. Ouçam-me, meus chefes! Estou cansado. O meu coração está doente e triste. De onde o sol está agora, não lutarei mais para sempre.
O discurso de Joseph foi traduzido pelo intérprete Arthur Chapman e transcrito pelo ajudante-de-campo de Howard, o Tenente C. E. S. Wood. Entre outras vocações, Wood foi escritor e poeta. Seu poema, "O Poeta No Deserto" (1915), foi um sucesso literário, e alguns críticos sugeriram que ele pode ter tomado licença poética e embelezou o discurso de Joseph.

## Consequências

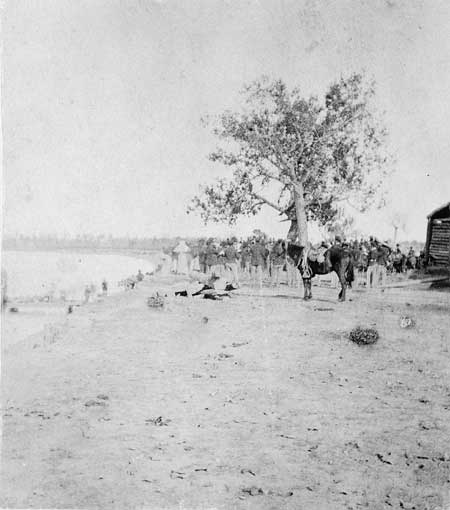
Os prisioneiros nez-percés chegam ao Acantonamento do Rio Tongue River em 23 de outubro

Durante as negociações de rendição, Howard e Miles prometeram a Joseph que os nez-percés teriam permissão para retornar à sua reserva em Idaho. Mas foram anulados pelo comandante geral do Exército, o General William Tecumseh Sherman, que ordenou que os nez-percés fossem enviados para o Kansas. "Eu acreditei no General Miles, ou nunca teria me rendido", disse o chefe Joseph depois.
Miles marchou com seus cativos por 426km para o Acantonamento do Rio Tongue, no território do sudeste de Montana, onde chegaram em 23 de outubro de 1877, e foram mantidos até 31 de outubro. Os guerreiros aptos foram levados para Fort Buford, na confluência dos rios Yellowstone e Missouri. Em 1º de novembro, mulheres, crianças, doentes e feridos partiram para Fort Buford em quatorze barcos mackinaw.
Entre 8 e 10 de novembro, os nez-percés deixou Fort Buford para o posto de comando de George Custer no momento de sua morte; Fort Abraham Lincoln do outro lado do rio Missouri de Bismarck no Território Dakota. Cerca de duzentos partiram nas mackinaws em 9 de novembro, guardados por duas companhias da Primeira Infantaria; o resto viajou a cavalo escoltado por tropas da Sétima Cavalaria a caminho de seu aquartelamento de inverno.
A maioria dos cidadãos de Bismarck deu as boas-vindas aos prisioneiros nez-percés, proporcionando um generoso buffet a eles e à sua escolta. Em 23 de novembro, os prisioneiros de nez-percés tiveram suas lojas e equipamentos carregados em vagões de carga e eles próprios em onze vagões ferroviários para a viagem de trem para Fort Leavenworth, no Kansas.
| Guerra dos Nez-Percés              | Uma das Guerras Indígenas mais extraordinárias das quais há registro. Os índios demonstraram uma coragem e habilidade que provocaram elogios universais. Eles se abstiveram do escalpelamento: deixaram as mulheres cativas irem em liberdade; não cometeram assassinatos indiscriminados de famílias pacíficas, o que era usual, e lutou com habilidade quase científica, usando guardas avançadas e de retaguarda, linhas de escaramuça e fortificações de campanha. | Guerra dos Nez-Percés |
| — General William Tecumseh Sherman | |                       |

Sobre os protestos a Sherman pelo comandante do Forte, os nez-percés foram forçados a viver em uma planície pantanosa. Um autor descreveu os efeitos sobre os refugiados nez-percés: "os 400 espécimes miseráveis, indefesos e emaciados da humanidade, submetidos durante meses à atmosfera de malária do fundo do rio."
O chefe Joseph foi a Washington em janeiro de 1879 para implorar que seu povo tivesse permissão para retornar a Idaho ou, pelo menos, receber terras no Território Indígena, o que se tornaria Oklahoma. Ele se encontrou com o presidente e o Congresso, e seu relato foi publicado na North American Review. Embora tenha sido recebido com aclamação, o governo americano não atendeu à sua petição devido à forte oposição em Idaho. Em vez disso, Joseph e os nez-percés foram enviados para Oklahoma e eventualmente assentados numa pequena reserva perto de Tonkawa, em Oklahoma. As condições no "país quente" não eram muito melhores do que em Leavenworth.

Em 1885, Joseph e 268 nez-percés sobreviventes foram finalmente autorizados a retornar ao noroeste do Pacífico. Joseph, no entanto, não foi autorizado a retornar à reserva nez-percé, mas, em vez disso, estabeleceu-se na Reserva Indígena de Colville em Washington. Ele morreu lá em 1904.

## Representações na mídia

### Livros

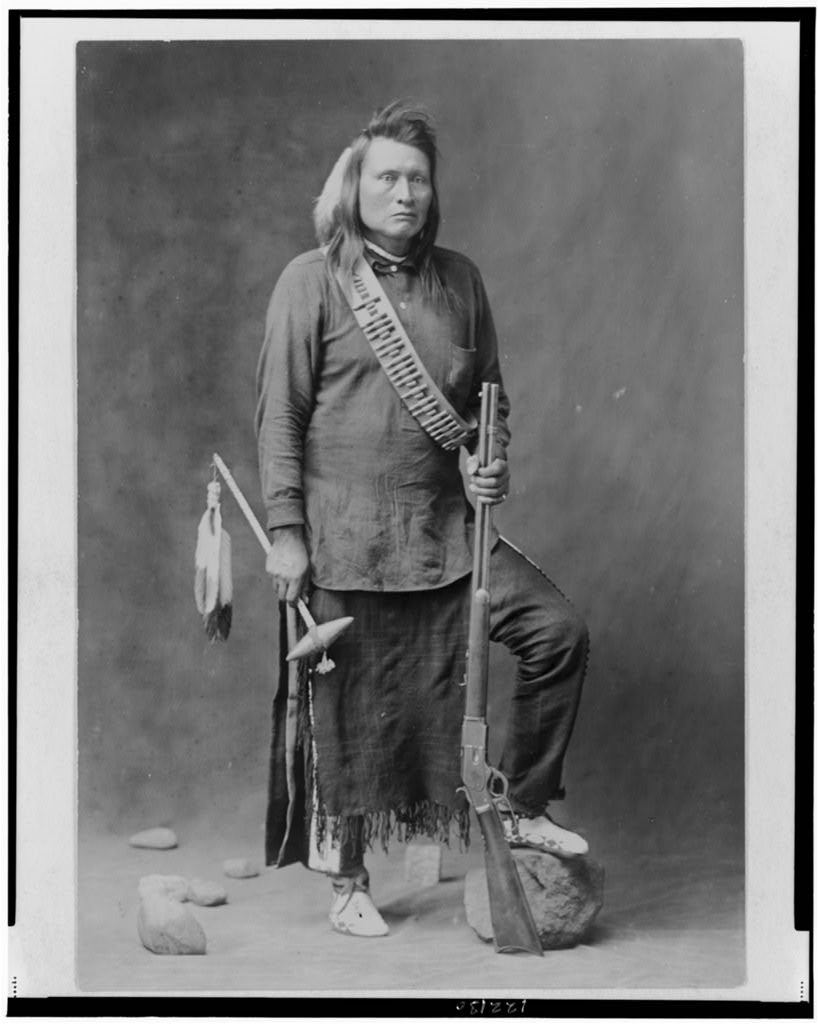
Lobo Amarelo, 1877

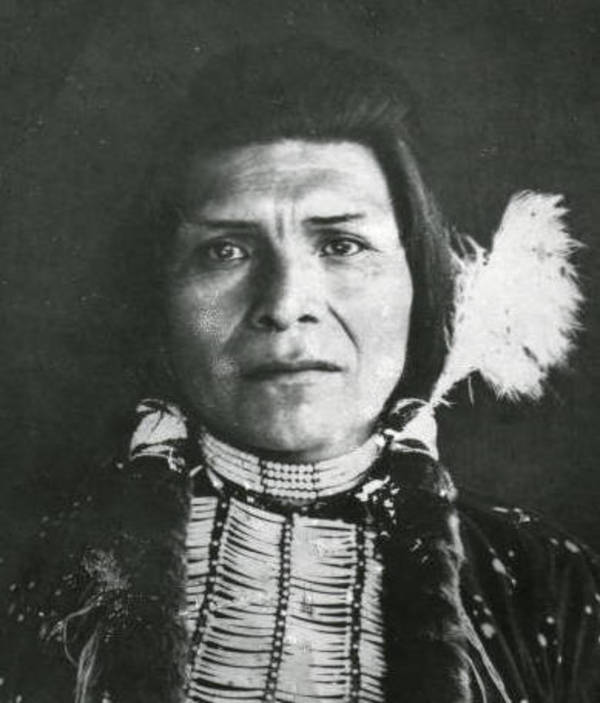
Peo peo Tholekt, um guerreiro nez-percé que ajudou a capturar o obuseiro de montanha na Batalha de Big Hole.

O General Oliver Otis Howard foi o comandante das tropas americanas que perseguiam os nez-percés durante a guerra de 1877. Em 1881, ele publicou um relato de Joseph e da guerra, Nez Perce Joseph: um relato de seus antepassados, suas terras, seus Confederados, seus inimigos, seus assassinatos, sua Guerra, sua perseguição e captura, representando a campanha contra os nez-percés.
A perspectiva nez-percé foi representada por Lobo Amarelo: Sua Própria História, publicado em 1944 por Lucullus Virgil McWhorter, que tinha entrevistado Lobo Amarelo, um guerreiro nez-percé. Este livro é muito crítico do papel dos militares americanos na guerra, e especialmente do General Howard. McWhorter também escreveu Ouçam-Me, Meus Chefes!, publicado após a sua morte. Baseava-se em fontes documentais e tinha material que apoiava as reivindicações históricas de cada lado.
O quinto volume do ciclo Sete Sonhos, de William T. Vollmann, A Erva Moribunda, apresenta um relato pormenorizado do conflito.

### Televisão
O  teledrama histórico de 1975, Não Lutarei Mais Para Sempre, de David Wolper, estrelando Ned Romero como Joseph e James Whitmore como o General Howard, foi bem recebido numa época em que as questões dos nativos americanos estavam recebendo maior exposição na cultura. O drama foi notável por tentar apresentar uma visão equilibrada dos acontecimentos: as pressões da liderança sobre Joseph foram justapostas com o exército ter que realizar uma tarefa impopular enquanto um establishment de imprensa sedento de ação observava.

### Canção
A canção de 1983, O Coração do Appaloosa, do cantor popular Fred Small, descreve os eventos da Guerra dos Nez-Percés, destacando o uso hábil do cavalo appaloosa pelos nez-percés em batalha e em fuga. A letra identifica o nome nez-percé do Chefe Joseph, que se traduz como "Trovão Rolando Montanha Abaixo", e cita extensivamente o seu discurso "não lutarei mais para sempre".
A banda de country texano, Micky &amp; The Motorcars, lançou a música From Where the Sun Now Stands em seu álbum de 2014, Hearts from Above. A canção narra a fuga dos nez-percés através de Idaho e Montana.